# Messa (Grècia)
Messa (en grec antic Μέσση) era una de les nou ciutats de Lacònia que enumera Homer al "Catàleg de les naus" a la Ilíada, i li dona l'epítet de πολυτρήρων ("politréron", abundant en coloms).
Estrabó diu que la situació de la ciutat era desconeguda. Però Pausànias la menciona i es creu que era la que Homer descriu a la Ilíada. Aquesta Messa diu que estava situada a la Península de Mani, entre Hippola i Ètil, també mencionades per Homer. Els penya-segats de la costa acullen gran quantitat de coloms salvatges.
Alguns autors l'identifiquen amb Mistràs, perquè la ciutat descrita per Pausànias mai hauria tingut gaire importància, però no hi ha elements suficients per creure-ho.